# Luís Valente de Oliveira
Luís Valente Francisco de Oliveira, né le 29 août 1937 à São João da Madeira, est un homme politique portugais membre du Parti social-démocrate (PPD/PSD).
Il est ministre de l'Éducation entre 1978 et 1979, ministre de la Planification de 1985 à 1995, et ministre des Transports entre 2002 et 2003.

## Biographie

### Formation
Il obtient en 1961 une licence en génie civil de l'université de Porto. Dix ans plus tard, il passe avec succès sa maîtrise universitaire ès sciences en planification des transports à la London School of Economics (LSE). Il réussit en 1973 son doctorat en  en génie civil à l'université de Porto.

### Débuts professionnels
Il commence à travailler cette même année, occupant le poste de directeur du cabinet technique de la commission de planification de la Région Nord. En 1975, alors qu'il est chargé de gestion à la commission, il réussit le concours de professeur extraordinaire de la faculté du génie de son université.

### Brève carrière ministérielle
Le 22 novembre 1978, il est nommé à 41 ans ministre de l'Éducation et de la Recherche scientifique dans le gouvernement d'initiative présidentielle du libéral Carlos Mota Pinto. Son mandat prend fin le 1er août 1979.
Il prend alors la présidence de la commission de coordination de la Région Nord (CCRN) et obtient en 1980 un poste de professeur des universités à l'université de Porto, où il enseigne dans le domaine de la planification.

### Retour au gouvernement
Il fait son retour au pouvoir cinq ans plus tard. Le 6 novembre 1985, Luís Valente de Oliveira est nommé ministre de la Planification et de l'Administration du territoire dans le gouvernement minoritaire du libéral Aníbal Cavaco Silva.
Ce dernier le reconduit au même poste dans ses deux gouvernements suivants, en 1987 puis 1991. Il doit quitter ses fonctions après que les socialistes ont remporté les élections législatives de 1995. Il est alors l'un des seuls ministres à avoir siégé au gouvernement pendant les dix années de pouvoir de Cavaco Silva.
Étant reparti enseigner à Porto jusqu'en 1997, il revient une dernière fois aux responsabilités le 6 avril 2002, en tant que ministre des Travaux publics, des Transports et du Logement du cabinet du libéral José Manuel Durão Barroso. Il est cependant relevé de ses fonctions dès le remaniement ministériel opéré le 5 avril 2003.